# Peñadrada del Sil
Peñadrada del Sil es una localidad leonesa de la Comarca del Bierzo perteneciente al municipio de Páramo del Sil, junto con Anllares del Sil, Anllarinos del Sil, Argayo del Sil , Santa Cruz del Sil, Sorbeda del Sil , Villamartín del Sil , Primout y Salentinos.
Cuenta con 13 habitantes y una superficie de 400 m².
Está situado a orillas del río Sil. La población más cercana es Matarrosa del Sil a 2 km de distancia .
- Datos: Q23668121